# مدال ماکس پلانک
مدال ماکس پلانک جایزه‌ای است که به دستاوردهای بسیار برجسته در فیزیک نظری، داده می‌شود. این مدال هر سال یک بار توسط انجمن فیزیک آلمان، بزرگترین سازمانِ فیزیکدان‌ها در جهان اعطا می‌گردد. این مدال، به خصوص به دستاوردهایی که با کارهای انجام شده توسط ماکس پلانک رابطه دارند داده می‌شود.
جایزه شامل یک مدال طلا با تصویر چهره ماکس پلانک و نیز یک تقدیرنامهٔ دست نوشته‌است.

## اسامی دریافت کنندگان

نخستین مراسم اهدای این مدال، ماکس پلانک (چپ) در حال دادن مدال به آلبرت اینشتین (راست) در ۲۸ ژوئن سال ۱۹۲۹

- ۱۹۲۹ ماکس پلانک و آلبرت اینشتین
- ۱۹۳۰ نیلز بور
- ۱۹۳۱ آرنولد زومرفلد
- ۱۹۳۲ ماکس فون لائو
- ۱۹۳۳ ورنر هایزنبرگ
- ۱۹۳۴–۱۹۳۶ اختصاص داده نشد
- ۱۹۳۷ اروین شرودینگر
- ۱۹۳۸ لویی دوبروی
- ۱۹۳۹–۱۹۴۱ اختصاص داده نشد
- ۱۹۴۲ پاسکوال جردن
- ۱۹۴۳ فریدریش هوند
- ۱۹۴۴ والتر کسل
- ۱۹۴۵–۱۹۴۷ اختصاص داده نشد
- ۱۹۴۸ ماکس بورن
- ۱۹۴۹ اتو هان و لیزه مایتنر
- ۱۹۵۰ پیتر دبای
- ۱۹۵۱ جیمز فرانک و گوستاو هرتز
- ۱۹۵۲ پل دیراک
- ۱۹۵۳ والتر بوث
- ۱۹۵۴ انریکو فرمی
- ۱۹۵۵ هانس بته
- ۱۹۵۶ ویکتور ویزکوف
- ۱۹۵۷ کارل فریدریش فون وایتسکر
- ۱۹۵۸ ولفگانگ پائولی
- ۱۹۵۹ اسکار کلاین
- ۱۹۶۰ لو لاندائو
- ۱۹۶۱ یوجین ویگنر
- ۱۹۶۲ رالف کرونیگ
- ۱۹۶۳ رودولف پیرلز
- ۱۹۶۴ ساموئل گادشمیت و جورج یولنبک
- ۱۹۶۵ - اختصاص داده نشد
- ۱۹۶۶ گرهارت لودرز
- ۱۹۶۷ هری لمان
- ۱۹۶۸ والتر هیتلر
- ۱۹۶۹ فریمن دایسون[۱]
- ۱۹۷۰ رودولف هاگ
- ۱۹۷۱ - اختصاص داده نشد
- ۱۹۷۲ هربرت فرولیش
- ۱۹۷۳ نیکولای بوگولیوبوف
- ۱۹۷۴ لئون وان هوو
- ۱۹۷۵ گرگور ونتسل
- ۱۹۷۶ ارنست اشتوکلبرگ
- ۱۹۷۷ والتر تیرینگ
- ۱۹۷۸ پائول پیتر اوالد
- ۱۹۷۹ مارکوس فیرتس
- ۱۹۸۰ - اختصاص داده نشد
- ۱۹۸۱ کورت سیمانتسیک
- ۱۹۸۲ هانس-آرود وایدنمولر
- ۱۹۸۳ نیکولاس کمر
- ۱۹۸۴ رس جوست
- ۱۹۸۵ یوایچیرو نامبو
- ۱۹۸۶ فرانز گردون
- ۱۹۸۷ ژولیوس وس
- ۱۹۸۸ والنتین بارگمان
- ۱۹۸۹ برونوو زومینو
- ۱۹۹۰ هرمان هاکن
- ۱۹۹۱ ولفهارت سیمرمان
- ۱۹۹۲ الیوت اچ لیب
- ۱۹۹۳ کورت بیندر
- ۱۹۹۴ هانس-یورگن برشرس
- ۱۹۹۵ زیگفرید گروسمن
- ۱۹۹۶ لودویگ فاددیف
- ۱۹۹۷ جرالد ای. براون
- ۱۹۹۸ ریمند استورا
- ۱۹۹۹ پیر هوهنبرگ
- ۲۰۰۰ مارتن لوشر
- ۲۰۰۱ یورگ فرولیش
- ۲۰۰۲ یورگن الرس
- ۲۰۰۳ مارتن گوتسویلر
- ۲۰۰۴ کلاوس هپ
- ۲۰۰۵ پیتر تسولر
- ۲۰۰۶ ولفگانگ گوتسه
- ۲۰۰۷ جول لبوویز
- ۲۰۰۸ دتلف بوخهولز
- ۲۰۰۹ رابرت گراهام
- ۲۰۱۰ دیتر فولهارت
- ۲۰۱۱ جیورجیو پاریسی
- ۲۰۱۲ مارتن تسیرنبائور
- ۲۰۱۳ ورنر نام
- ۲۰۱۴ دیوید روئل
- ۲۰۱۵ ویاچسلاو موخانوف
- ۲۰۱۶ هربرت واگنر[۲]